# DR
 For alternative betydninger, se DR (flertydig). (Se også artikler, som begynder med DR)
DR (tidligere Danmarks Radio) er Danmarks nationale public service-mediehus, som formidler nyheder, kultur, underholdning og oplysning via tv, radio, dr.dk (herunder DRTV) og mobile platforme efter radio- og fjernsynsloven.

## Public service
DR skal leve op til public service-forpligtelsen. Radio- og tv-nævnet har fastslået, at DR overholdt public service-kontrakten for perioden 2015-18. Men ikke alle er enige i, at DR leverer public service: Begrebet politisk service har været omtalt som mere passende. Fra flere sider er der rejst massiv kritik af flere programmer, navnlig af "Fars pige" og "Cougarjagt". Der er opstået en debat om, hvorvidt begreberne public service og DR bør fjernes fra hinanden, for andre medier kan levere public service. Politisk ser der ud til at være opbakning til at lade andre aktører levere public service. Selv en medieordfører mener, at DR risikerer at overflødiggøre sig selv; det må være slut med tv-tvang; så det er vel tydeligt, at ikke alle elsker DR.
Der er massiv opbakning bag udsagnet: DR's "Public service kan ligge på et meget lille sted;" hvilket en analyses konklusion også er nået frem til: 62% er underholdning. Politikere til højre og venstre side i Folketingssalen bidrager til debatten. Tilmed fagforbund og Dagbladet Information har bidraget til debatten om public service.

## Finansiering
DR blev i perioden fra oprettelsen i 1925 indtil 2018 finansieret via en særlig betaling kaldet licens. Den blev opkrævet med et ensartet beløb pr. husstand, der angav at have et radioapparat. I 1925 var den årlige radiolicens 10 kr. I 1952 blev der indført en licens for (sort-hvidt) TV på 50 kr., som skulle betales udover radiolicensen, der på det tidspunkt var 15 kr. om året. I 1970 kom en særlig licens for husstande med farve-TV. Her var beløbet 436 kr. om året, mens radiolicensen var 64 kr. og den sort-hvide tv-licens 272 kr. Endelig blev der i 2007 som følge af husstandenes stigende digitale adgange indført en fælles medielicens, så alle, der kunne modtage DR’s programmer på tv, internet, mobiltelefon eller tablets, skulle betale den samme medielicens (som udgjorde 2150 kr. i 2007). I perioden 2007-2013 eksisterede fortsat en særlig radiolicens på et noget lavere beløb for personer, der kun havde adgang til en radio. Radiolicensen blev helt afskaffet i 2014.
Den særlige finansiering, hvor husstandene selv skulle angive, at de havde adgang til radio og TV og dermed skulle betale licens, gav mulighed for, at man kunne være "sortseer", altså undlade at anmelde sit radio- eller TV-apparat og dermed spare licensudgiften. Det var et permanent problem for DR, der i tidens løb har anvendt mange tiltag fra reklamekampagner til pejlevogne for at begrænse antallet af sortseere. I 2017 var der ca. 10 % af de danske husstande, der ikke betalte medielicens.
I juni 2018 indgik Regeringen Lars Løkke Rasmussen III en medieaftale for 2019-2023 med Dansk Folkeparti, der ændrede DR's finansiering - på det tidspunkt omkring 4,4 mia. kr. årligt. Licensen skulle efter en overgangsperiode 2019-22 helt afskaffes, så DR fremover finansieres via det generelle skattesystem. Samtidig skulle der foretages en besparelse på 20 % på udgifterne til DR. Finansieringen via skatterne blev iværksat i form af en reduktion af personfradraget for personer over 18 år. Hver voksen skatteyder bidrager på denne måde med det samme kronebeløb til DR's finansiering. Da medielicensen var ens pr. husstand, fik enlige dermed en besparelse på skatteomlægningen i forhold til par. Samtidig fik personer, der i forvejen ikke betalte medielicens, en skattestigning. Som følge af den vedtagne besparelse på DR's udgifter blev den ekstra fremtidige skattebetaling dog mindre end den hidtidige medielicensbetaling for den gennemsnitlige dansker.

## Ledelse
DR ledes af en bestyrelse på 11 medlemmer, der udpeges for fire år ad gangen. Formanden og to menige medlemmer udpeges af Kulturministeriet, seks af Folketinget, og de sidste to vælges af medarbejderne i DR. Bestyrelsen har det overordnede ansvar for DR's programmer, ligesom den har personaleansvaret for DR's øverste chef, generaldirektøren, samt den øvrige ledelse.

## Logoer
- DR's første logo, brugt fra 1964 indtil 29. august 1996
- DR's andet logo, brugt fra 30. august 1996 indtil 31. maj 2005.
- DR's tredje logo, brugt fra 1. juni 2005 indtil 31. august 2009.
- DR's fjerde logo, brugt fra 1. september indtil 31, januar 2013.
- DR's femte logo, som har været i brug siden 1. februar 2013.

## Historie
Den 1. april 1925 begyndte en forsøgsordning under navnet Statsradiofonien. Virksomheden var en offentlig institution, der sendte radio via sendemaster. I 1927 blev Statsradiofonien landsdækkende ved etableringen af Kalundborg Radiofonistation. Senere kom FM-radio til med stereoudsendelser i 1960'erne. I 1990'erne begyndte DR at sende radio via DAB og senere kom netradio.
I begyndelsen af 1950'erne påtog Statsradiofonien sig at udsende billeder og lyd via nye sendemaster over hele landet. Først var der kun sort/hvide-billeder, men i 1967 kom der farver og i 1988 stereolyd. I 2005 var digitalt fjernsyn så småt ved at se dagens lys, og den 31. marts 2006 blev det digitale TV-signal, DTT (DVB-T), officielt åbnet.
Efter at have haft til huse forskellige steder i København (senest i Stærekassen) flyttede Statsradiofonien i 1941 ind i det nybyggede Radiohus på Rosenørns Allé på Frederiksberg. Radiohusets Koncertsal indviedes dog først i 1945 efter besættelsen. I 1970 flyttede TV-aktiviteterne til TV-Byen, Gyngemosen i Gladsaxe. I 1999 blev det politisk vedtaget at samle alle DR's aktiviteter på én adresse med rejsegilde i 2004. I slutningen af 2006 flyttede DR ind i DR Byen i Ørestad.

### Vigtige begivenheder i DR's historie
- 1925 – Statsradiofonien oprettes 1. april som forsøgsordning med ét radioprogram, der første år sender 3 timer dagligt. Radioen får studier hos hovedtelegrafstationen i Købmagergade i København.[42]
- 1926 — Efter et forsøgsår blev Statsradiofonien gjort permanent ved loven om radiospredning fra 13. marts 1926.[43]
- 1926 – Pressens Radioavis ser dagens lys, da radioen i samarbejde med dagbladene begynder at sende nyheder én gang om dagen.
- 1927 – Statsradiofonien blev landsdækkende ved etableringen af Kalundborg Radiofonistation.
- 1928 — Statsradiofonien flytter til nye, lejede lokaler på Axelborg i København.
- 1931 — Radioen indleder flytningen til egne lokaler i den nye radiofonibygning "Stærekassen" ved Det Kgl. Teater i København. Radioens pausesignal med folkemelodi fra ca. år 1300 tages i brug.
- 1932 — Radiokoret oprettes.
- 1939 – Omkring 80 pct. af landets husstande har nu radio. Radiounderholdningsorkestret blev oprettet.
- 1941 — Radioen flytter fra ”Stærekassen” til det nyopførte Radiohus på Frederiksberg.
- 1945 – Radiohusets koncertsal indvies.
- 1949 — Kontorlokaler i Radiohuset indrettes til forsøgs-tv-studie.
- 1951 – Radioens P2 havde premiere 1. oktober, og dagen efter var der premiere på Statsradiofoniens første officielle tv-udsendelser.
- 1951 – Verdens første kvindelige kapelmester, Grethe Kolbe, blev ansat.
- 1958 — Radiorådet udskrev i 1958 en arkitektkonkurrence om et tv-hus på en tom grund ved Gyngemosen i Gladsaxe.
- 1959 – Statsradiofonien ændrede navn til Danmarks Radio med virkning fra 1. november 1959 som følge af loven om radiospredning fra 3. juni 1959. Loven fastslår for første gang, at Danmarks Radio er en selvstændig offentlig institution.[44]
- 1960 – Første regionale radioudsendelser gik i luften fra Aabenraa, Aalborg, Aarhus, Odense, Næstved og Rønne.
- 1961 — Byggeriet af TV-Byen gik i gang.[45]
- 1963 – Radioens tredje radiokanal, P3, havde premiere 1. januar. Den skulle fortrinsvis sende populærmusik for de yngre lyttere.
- 1964 – Radioavisen afløste "Pressens Radioavis".
- 1965 – TV-Byen i Gladsaxe indvies. Allerede i 1963 var dele af huset klar til brug, men det store kontorhus kom først til i 1970.[46]
- 1965 — Premiere på udsendelsen af TV-Avisen 15. oktober.
- 1967 – Første farveudsendelse blev sendt, i farvesystemet PAL, over forsøgs-UHF-senderen i Gladsaxe.[47]
- 1967 – Forsøg med farve-tv fra Rangstrupsenderen på K7.
- 1968 – De første radioudsendelser i stereo sendtes på FM, efter det amerikanske multiplex-system.
- 1968 – Første farve-TV-transmission til hele landet fra de olympiske vinterlege i Grenoble.[47]
- 1969 — Danmarks Radio begynder at optage tv-udsendelser i farve.
- 1970 – P3 blev omlagt til stereoudsendelser, som den sidste af Danmarks Radios tre radiokanaler.
- 1971 – De unge, som siden 2011 har set meget lidt TV, er født efter 1971; især TV-avisen fravælger de unge;[48] dermed hører 1971 til de betydeligste år på denne liste, for dette år blev den sidste højfrekvente TV-seer født.
- 1978 — For første gang er der flest licenser til farvefjernsyn: 1.074.830 licenser mod 739.985 sort-hvide.[49]
- 1978 – TV-Avisen sendtes fra 2. oktober i farver; og Danmarks Radio rundede 2.500 ansatte.[50]
- 1983 – Tekst-tv havde premiere (forsøgsudsendelser allerede i 1976 med 50 udvalgte abonnenter). TV-Avisen flyttede samme år fra Radiohuset til TV-Byen.
- 1988 – NICAM, et digitalt lydsystem til TV, blev indført. TV-stereotransmission startede i København.
- 1988 – Lørdag d. 1. oktober brød den nystartede kanal, TV2, DR's monopol på at transmittere landsdækkende TV.
- 1991 – TV-stereotransmission dækkede herefter også resten af landet.
- 1992 – Registrering af, hvor mange minutter pr. døgn hver gennemsnitsdansker så TV, startede: I 1992 var TV-kiggeriet 143 minutter pr. døgn.[51]
- 1996 – Danmarks Radio ændrede navn til DR;[52] samtidig blev websiden dr.dk åbnet.
- 1996 – DR2, DR's anden TV-kanal, åbnede. Den sendtes via satellit og fra et begrænset antal jordbaserede sendere, fortrinsvis omkring København.
- 1999 – DR vedtager opførslen af DR Byen med en estimeret pris på 2,9 milliarder kr.
- 2000 – Radiohuset og TV-Byen sælges for 790 millioner kr.[53] som led i finansieringen af DR Byen
- 2006 – DR overskred budgettet for DR koncerthuset med mindst 100 millioner kroner;[54] ifølge DR Nyheder kostede DR Koncerthuset 500 DR-medarbejdere jobbet og en overskridelse på 1,6 milliarder.[55]
- 2006 – DR Byen, som kostede 4.690 millioner kroner,[56] blev taget i brug.
- 2006 – 31. marts åbnede det landsdækkende DVB-T-net. Herefter havde alle danskere adgang til både DR1 og DR2 i digital version.
- 2007 – 15. februar stoppede udsendelserne på langbølge fra Kalundborg Radiofonistation efter 80 år.
- 2007 – TV2 afslørede, at DR’s medarbejder Jeppe Nybroe[57] begik fejl, mens han rapporterede fra Irak;[58] resultatet af afsløringen blev, at Nybroes ansættelse i DR ophørte,[59] men DR gav alligevel Nybroe et gyldent håndtryk på næsten en million kr.[60]
- 2008 – Som en del af DR's kulturarvsprojekt blev en del af DR's radio- og TV-arkiv gjort tilgængeligt via Bonanza på dr.dk/bonanza.
- 2009 – DR Koncerthuset blev indviet; DR Ramasjang, DR K (2009-20) og DR HD startede samtidig med, at det analoge sendenet blev lukket; DR Ung lancerede Pirat TV.
- 2010 – Den hidtidige generaldirektør, cand.merc. Kenneth Plummer, fratrådte,[61] fordi han havde videregivet fortrolige oplysninger til en forfatter;[62] som modydelse skulle forfatteren undlade at skrive om Plummers privatliv.[63] Af denne grund fik DR sin første kvindelige generaldirektør, cand.jur. Maria Rørbye Rønn.[64] Samme år plagede historisk dårlige seertal DR1.[65][66] DR havde omkring 3.000 medarbejdere.[66]
- 2011 – Ifølge DR Medieforskning begyndte hver gennemsnitsdansker at se TV i færre minutter pr. døgn; derimod så flere YouTube o.a. streamingtjenester i stadigt flere minutter pr. døgn.[67] Forfatteren Carsten Jensen var utilfreds med DR’s ukritiske nyhedsudsendelser, men forfatteren måtte ikke formulere sin utilfredshed.[68]
- 2013 – Radiolicensen[69] bortfaldt,[70] så hver lytter sparede 160 kroner pr. halvår.[71][72]
- 2013 – DR3 startede og erstattede DR HD. Samtidig startede børne-kanalen DR Ultra, som erstattede den lukkede TV-nyhedskanal DR Update.
- 2014 – Ifølge mediejurist nægtede DR – i strid mod Lov om offentlighed i forvaltningen – at give aktindsigt i det 77 millioner kr. store budgetskred, der skete ved Eurovision 2014; kendt som Eurovision-skandalen.[73] Politiken.dk betegnede tilmed 2014 som “DR’s tumultår,”[74] som rummede fire sager.[75][76]
- 2015 – DR’s generaldirektør, cand.jur. Maria Rørbye Rønn, publicerede en kronik i Berlingske; ifølge hendes kronik brugte de 7-12-årige tre gange så lang tid på at se Disney, Youtube og Netflix, som de brugte på at se DR Ultra;[77] kronikken har generaldirektøren publiceret kun to år efter, at TV-kanalen DR Ultra blev lanceret.
- 2015 – DR var i splid med sig selv over lønnede[78] eller ulønnede[79] frokostpauser: Spliden mellem ledelse og medarbejdere[80] fik ansatte til at nedlægge arbejdet.[81]
- 2017 – Heste-gate: Licens-hesten Jazz blev fragtet til USA, mens DR lod licensyderne betale de kr. 70.000,-[82] Heste-gate var ikke årets eneste sag.[83] P4-programmet Café Hack[84] tjente en million kr. på at bryde regler ved at tage penge for at besøge forskellige destinationer; derved har brød Søren Dahl[85] og andre DR’s regler om skjult sponsorering.[86]
- 2017 – Flere sager om DR's lukrative fratrædelsesordninger[87][88] fik et flertal i Folketinget til at bede om en redegørelse[89] og reducerede DR's popularitet.[88]
- 2017 – En række politikere ønskede medielicensen afskaffet.[89] Dertil fik DR kritik for at aflyse P1's julekalender.[90]
- 2018 – Siden 1992 var 2018 året, hvor gennemsnitsdanskeren så TV i færrest minutter:[91] kun 142 minutter pr. døgn,[92][93] hvilket markerede en ny bundrekord.[94][95] DR Medieforsknings chef, Dennis Christensen,[96] medgav, at hver ung dansker så TV én enkelt time hver dag.[97]
- 2018 – Året markerede et foreløbigt maksimum, idet 15% af husstandene havde fravalgt tv,[98][99] eller 500.000 danskere havde fravalgt tv.[100]
- 2018 – Regeringen[101][102] og kulturminister Mette Bock fremsatte forslag om at afskaffe medielicensen.[103]
- 2018 – Debat om mangfoldighedskonsulentens årsløn til 2,1 mio. kroner, hvilket en række ordfører ikke var tilfredse med, men DR's bestyrelsesformand mente, at kritik er uforståelig.[104]
- 2018 – VLAK-Regeringen og DF var enige om, at DR skulle spare 20 procent,[105][106] hvilket svarede til ca. 773 millioner kroner;[107] kravet om besparelse blev rejst efter 12 år med stadigt færre seere (ifølge DR Medieforskning), flere sager[108] (ifølge dr.dk/nyheder) og en budgetoverskridelse ved opførelsen af DR Byen på 1,6 milliarder kroner[109] (ifølge dr.dk/nyheder).
- 2019 – “Næsten 1,3 millioner” seere så Dansk Melodi Grand Prix 2019,[110] hvilket var det laveste antal seere, Dansk Melodi Grand Prix havde opnået siden 2005.[111]
- 2019 – Året overtog pladsen som ny bundrekord: Hver gennemsnitsdansker så tv i 137 minutter pr. døgn, hvilket udgør 5 minutter kortere seertid end den hidtidige bundrekord fra 2018.[112]
- 2020 – Som konsekvens af medieaftale for 2019-23 er en enkelt af DR's tre lukningstruede DAB-radio-kanaler fortid,[113] og en af DR's hidtidige flow-tv-kanaler er forsvundet,[114] fordi DR2 opslugte DR K; begge ændringer skete d. 2. januar.[115] En række programmer,[116] bl.a. Hammerslag og Sporløs skal ophøre.[115] I februar sparede DR to sange væk i børnenes MGP.[117] Sofie Linde[118] og ti andre kvinder[119] stod frem og fortalte om sexchikane i DR.[120] I året 2020 så hver dansker tv i 135 minutter pr. døgn, hvilket markerer en ny bundrekord;[121] dette udgør to minutter mindre tv-kiggeri end den hidtidige bundrekord, som var 2019.
- 2021 – DRs generaldirektør har kommenteret pigekor-sagen: “Helt uacceptabelt og peger på ledelsessvigt”.[122] I 2021 så hver gennemsnitsdansker tv i 133 minutter pr. døgn ifølge kulturministeriet.[123] I andet kvartal 2021 så gennemsnitsdanskeren TV i 105 minutter pr. døgn, skriver dr.dk.[124]
- 2022 – DR har fremlagt sin digitaliseringsplan.[125] Planen medfører, at færre programmer vil blive vist på flow-tv.[126] Der er sat en ny bundrekord: I 2022 så gennemsnitsdanskeren tv i 103 minutter dagligt ifølge Medieudviklingen 2022.[127]
- 2023 – Endnu en ny bundrekord: I 2023 så hver dansker tv i 90 minutter pr. døgn i gennemsnit; hvilket er 13 minutter kortere end den hidtidige bundrekord, som blev sat året før; det skriver DR Medieudviklingen 2023 på side 6.[128]
- 2025 - Bjarne Corydon er blevet udnævnt som ny generaldirektør for DR. Han tiltræder stillingen den 1. august 2025 og afløser Maria Rørbye Rønn. Bjarne Corydon kommer fra en stilling som ansvarshavende chefredaktør og CEO for Børsen. Bjarne Corydon er født i 1973 og er uddannet cand.scient.pol. fra Aarhus Universitet. Han har tidligere været finansminister for Socialdemokratiet fra 2011 til 2015. [129]

## Upartiskhed
I Bekendtgørelse af lov om radio- og fjernsynsvirksomhed § 10, 2. pkt. hedder det blandt andet, at "ved informationsformidlingen skal der lægges vægt på saglighed og upartiskhed."

### Beskyldninger om partiskhed
DR's ansatte har igennem lang tid været beskyldt for have venstreorienterede tendenser. Begrebet "røde lejesvende" blev lanceret af Venstre-ministeren Jens Sønderup i 1968 om DR's ansatte.
Allerede i 1953 havde borgerlige aviser hævdet, at der fandtes "betænkelig gruppedannelse" af modstandere af NATO i Danmarks Radio.
Sagen medførte, at Afdeling E af Københavns Politi (forløberen for Politiets Efterretningstjeneste) foretog en diskret undersøgelse, der fandt beskyldningerne grundløse.
I 1955 oprettede den danske sikkerhedstjeneste en nøglepunktafdeling, der skulle vurdere institutioner og arbejdspladser af nødvendighed for totalforsvaret, og som kunne have kommunistisk "infiltration" eller tilstedeværelse.
I den forbindelse var Danmarks Radio et ømfindtligt emne, hvor frygten var, at der kunne ske holdningspåvirkning i fredstid fra journalister eller sabotage i krigstid fra det tekniske personale.
På et møde mellem sikkerhedstjenesten og Danmarks Radios ledelse blev det besluttet at undersøge, om der var kommunister blandt det tekniske personale, mens kortlægning af kommunister blandt journalisterne blev udeladt.
Resultatet blev, at 35 personer blandt det tekniske personale blev registreret af sikkerhedstjenesten.
Da Hans Sølvhøj blev generaldirektør i 1963, mente Sølvhøj, at han havde arvet "en del hel- og halvkommunistiske medarbejdere" og fik PET til at lave en registerundersøgelse af de 40 højest rangerende. For flere medarbejdere forelå der oplysninger om kommunistisk eller trotskistisk aktivitet eller østlig kontakt, men Sølvhøj mente, at de medarbejdere var fuldt pålidelige og loyale.
En af de mest kritiske røster i 1970'erne var socialdemokraten og senere stifter af Centrum-Demokraterne, Erhard Jakobsen; i 1976 stiftede Jakobsen foreningen Aktive Lyttere og Seere, der skulle overvåge og bånde især DR's udsendelser (og navnlig B&U afdelingen) for at dokumentere en politisk slagside mod venstrefløjen, men ikke mod højrefløjen. Lokalkomitéer havde allerede været aktive i nogle år med klager til Radiorådet. Senere beskyldte også statsminister Poul Schlüter og minister Bertel Haarder Danmarks Radio for at være venstreorienteret. I 2002 oprettede Morten Messerschmidt, medlem af Dansk Folkeparti, foreningen Kritiske Licensbetalere med samme formål som det hedengangne Aktive Lyttere og Seere.
Den selverklærede marxist Lars Qvortrup, adjunkt ved Odense Universitet, udgav i 1977 bogen Danmarks Radio og arbejdskampen i serien Bidrag (Bevidsthedssociologisk Tidsskrift). I indledningen forklares, at DR's dækning af benzinchaufførernes strejkekamp i november 1976 undertrykte "den danske lønarbejders kamp mod den kapitalistiske krises virkninger", og i bogen gøres Danmarks Radio eksplicit til en slagmark for en ideologisk kamp:
| Citat | Bogen henvender sig til tre grupper. Den henvender sig til grupper på venstrefløjen, som forsøger at etablere en socialistisk mediepolitik. Den henvender sig til de socialistiske medarbejdere i DR, som under meget vanskelige betingelser forsøger at yde deres bidrag til kampen for socialismen. Og den henvender sig først og fremmest til de grupper af socialistiske arbejdere, som under indtryk af den voksende krise for kapitalismen kvalitativt og kvantitativt har udvidet den anti-kapitalistiske kamp, og som herunder konkret har erfaret, at også de "neutrale" institutioner radio og tv er vægtige modstandere. Bogens hovedsigte er at nedbryde nogle illusioner om kampen om eller mod DR. Det fremgår meget tydeligt af analysen af behandlingen af benzinkonflikten, at nyhedsdækningen bevæger sig indenfor temmelig vide rammer: Fra den "korrekte" behandling i begyndelsen af konflikten til højrefløjshetz, manipulationer og løgnagtigheder. Men det fremgår også, at hele dette spektrum hviler på ét gennemgående standpunkt, nemlig totalkapitalens. Selv den mest "neutrale" nyhedsudsendelse er således, set fra et arbejderklasse-standpunkt, manipulatorisk. | Citat |
|       | |       |

Qvortrup skriver videre, at "Analysens tredje punkt tager udgangspunkt i spørgsmålet, hvordan man imødegår det ideologiske pres, som bl.a. DR skaber: Gøres det i et forsøg på at oplyse DR’s medarbejdere om deres reelle funktion og i radiorådetsarbejdets bestræbelser på at fastholde DR på dens "neutrale og alsidige spor". Eller er det mere relevant at skabe alternative kommunikationskanaler og arbejde på at nedbryde DR's troværdighed?" Han fastslår også, at "Det ville være katastrofalt at trække sig ud af kampen om DR, thi alternativerne er ikke opbygget, og DR's troværdighed er (endnu) ikke nedbrudt."
Et eksempel på en sag, der blev taget op i Radiorådet, var journalisten Carsten Overskov, som i forbindelse med en transmission fra en demonstration foran den amerikanske ambassade i København i slutningen af 1960'erne blev så grebet af stemningen, at han råbte "Fremad kammerater! Mikrofonen er med jer!", der førte til, at Overskovs chef Mogens Vemmer måtte stå skoleret i Radiorådet.
I 1997 vakte DR2 og Torben Steno opsigt med en række programmer med titlen DDR2, “der nostalgisk kiggede tilbage på den hedengangne østtyske arbejder- og bondestat”; men kritik af DDR var DR tilbageholdemede med at give.
I 2010 konkluderede en undersøgelse fra Center for Journalistik ved Syddansk Universitet i Odense, som omfattede 4604 indslag fra DR's nyhedsudsendelser og TV2 Nyhederne under folketingsvalget 2007, at DR's dækning ikke havde politisk slagside i nogen retning. Undersøgelsen fandt, at den højreorienterede regeringsblok (regeringen og støtteparti) var mere synlig i valgdækningen. Den fandt også, at tonen i DR Nyheder var svagt negativ over for politikerne, men partipolitisk afbalanceret. Undersøgelsen er udgivet i bogen Kunsten at holde balancen: Dækningen af folketingsvalgkampe i TV-nyhederne på DR1 og TV2 1994-2007 af Erik Albæk, David Nicolas Hopmann og Claes de Vreese og opsummeret i en kronik i Berlingske Tidende.
I 2010 viste DR dokumentarserien Jagten på de røde lejesvende, der skabte en del debat.
I dokumentaren konfronterede journalist Jacob Rosenkrands Larsen en række DR-journalister med ældre dokumenter. Et af dokumenterne, Ubetinget støtte til Folkefronten For Palæstinas Befrielse (dvs. PFLP der senere er kommet på terrorlister) har en navneliste med blandt andet (senere) DR-medarbejdere Jens Nauntofte, Ruth von Sperling (som "Ruth Sperling") og Per Schultz.
Ruth von Sperling udtalte dog, at dokumentet er tilbagevist, og at der har været tale om misbrug af navne.
Dokumentaren blev vist på DR2 hvor Arne Notkin er øverste chef.
Notkin havde sammen med Bent Blüdnikow i 1994 henledt opmærksomheden på støtteerklæringen i artiklen Terrorismens danske heppekor i Weekendavisen.
Selvom andre kilder hævder underskriftindsamlingens ægthed, siger Blüdnikow dog i udsendelsen, at "der ikke er fuldkommen bevis for, at deres navne ikke blev misbrugt af Palæstina-komiteerne. Sandsynligheden taler for, at nogle af dem sandsynligvis skrev under".
Ud over beskyldninger om politisk partiskhed er læge Jesper Bay-Hansen kommet under kritik for en utilkendegivet dobbeltrolle.
Foruden sin rådgivningsrolle til danskerne gennem DR har han bijob hos en række medicinalfirmaer: Astellas Pharma, AstraZeneca, Bayer Healthcare, Eli Lilly, Janssen-Cilag, Pfizer og Servier.
Samtidigt med dokumentarserien Jagten på de røde lejesvende, blev vist på DR1, viste DR2 henholdsvis en udsendelse om DDR gennem 25 år og Castros Cuba.[kilde mangler]

### Politiske medarbejdere
Adskillige journalister, studieværter, nyhedsoplæsere og medarbejdere har før eller efter deres ansættelse i DR haft fremtrædende roller i politiske partier:
Bent Bertramsen var folketingskandidat for Det Konservative Folkeparti. 1970-73 var Bjørn Elmquist (Venstre, Det Radikale Venstre) ansat ved DR TV i en nyoprettet informationsstilling. Uffe Ellemann-Jensen gik til Venstre. Jørgen Schleimann, tidligere souschef for radioavisen, gik også til Venstre.
TV-avisens nyhedsoplæser Paula Larrain stillede op til Folketingsvalget i 2007 for Det Konservative Folkeparti.
Karen Jespersen var ansat på TV-avisen 1984-89.
Som ung var Jespersen engageret i Venstresocialisterne.
I 1980'erne meldte Jespersen sig ind i Socialdemokratiet, men fra 2007 var Jespersen Folketingsmedlem for Venstre.
Asmaa Abdol-Hamid og Adam Holm var værter på DR-programmet Adam og Asmaa.
Asmaa skal have forsøgt at blive opstillet af Socialdemokratiet til kommunalvalget, men blev senere opstillet for Enhedslisten.
DR's sportskommentator Claus Borre var i 2005 på tale til opstilling for Venstre i Københavns Kommune.
Per Stig Møller (Det Konservative Folkeparti, Centrum-Demokraterne) var programchef i DR fra 1979 til 1984.
Mette Bock, der 2008-2010 var direktør for programproduktionen i DR, var i 1994 folketingskandidat for SF, i 2001 for Det Radikale Venstre og i 2010 spidskandidat for Liberal Alliance.
Connie Hedegaard blev ansat på DR i 1994 og har været chef på Radioavisen, samt vært på DR2's Deadline 2. sektion og Profilen; både før og efter sin ansættelse har Hedegaard haft fremtrædende poster i Det Konservative Folkeparti.
Thor Möger Pedersen (SF, S) og Naser Khader (RV, LA, K) er efter politiske poster blevet ansat i DR. Fra 1990 til 2005 var Morten Løkkegaard (Venstre) ansat hos DR.

## TV

### Flow-TV
DR’s TV-kanaler, der viser programmerne på din skærm i den rækkefølge og på de tidspunkter, som fremgår af programoversigten.
- DR1
- DR2
- DR Ramasjang

### Streaming på DRTV
Streamingadgang til samtlige DR's TV-kanaler, herunder flow-TV, stream-TV og arkivindhold fra DRs TV-kanaler on-demand.
- DR1
- DR2
- DR3 (ungdomskanalens målgruppe er de 15-39-årige)[170] på trods af, at "27 % af de 20-39-årige [har] helt fravalgt et traditionelt tv-signal"[171] eller halvdelen af de unge har fravalgt tv.[172] DR3 sendes via dr.dk[113]
- DR Ultra (børnekanal der har de 7-12 årige som målgruppe) skal forstsat sendes via dr.dk[113] på trods af, at målgruppen ifølge DR’s generaldirektør ikke ser kanalen.[77]
- DR Ramasjang (børnekanalens målgruppe er yngre end 7 år)

### Tidligere tv-kanaler på flow-tv, som udkommer på DR’s streamingtjeneste DRTV
- DR3 (2013-2. januar 2020) er blevet digital(DR TV) (ungdomskanalens målgruppe er de 15-39-årige) se ovenfor
- DR Ultra (2013-2. januar 2020) er blevet digital(DR TV) (børnekanal der har de 7-12 årige som målgruppe) se ovenfor

### Ophørte tv-kanaler på flow-tv
- DR Update (2007-13) blev opslugt af DR2.
- DR HD (2009-13)
- DR K (2009-20) blev opslugt af DR2,[114]

### Nævneværdige dramaserier
Flere af DR's succeser kendes på, at den tidligere kanal DR K fyldte sendefladen med genudsendelser af flere af serierne; den rolle varetages nu af DR2 og DRTV.
- Ka' De li' østers? (1967, 6 afsnit).
- Huset på Christianshavn (1970-77, 84 afsnit)
- Livsens Ondskab (1972, 5 afsnit).
- En by i provinsen (1977–80, 17 afsnit).
- Strandvaskeren (1978, 6 afsnit)
- Matador (1978-81, 24 afsnit).
- Een stor familie (1983, sitcom i 12 afsnit).
- Anthonsen (1984-85, 5 afsnit)
- Mor er major (1985, 6 afsnit)
- Een gang strømer... (1987, 6 afsnit)
- Landsbyen (1991-96, 44 afsnit).
- Gøngehøvdingen (1992, 13 afsnit).
- Kald mig Liva (1992, 4 afsnit).
- Riget I og Riget II (1994-97, 8 dele)
- Bryggeren (1996,12 afsnit).
- Charlot og Charlotte (1996, 4 afsnit).
- Madsen og Co. (1996-2000, 32 afsnit).
- TAXA (1997-99, 56 afsnit)
- Edderkoppen (2000, 6 afsnit)
- Rejseholdet (2000-2004, 32 afsnit)
- Nikolaj og Julie (2002-03, 22 afsnit).
- Krøniken (2003-06, 22 afsnit).
- Forbrydelsen (2007-12, 20 afsnit), Forbrydelsen II (10 afsnit), Forbrydelsen III (10 afsnit).
- Ørnen (2004-2006, 24 afsnit).
- Sommer (2008-09, 30 afsnit).
- Borgen (2010-13, 30 afsnit).
- Lykke - en depressionkomedie (2011, 18 afsnit)
- Broen (2011-18, 38 afsnit)..
- Bedrag (2016-19, 3 sæsoner á 10 afsnit).[173]
- Gift ved første blik (2014–24, 5 sæsoner).[174]
- Herrens Veje (2017-18, 20 afsnit).[175]
- Fred til lands (2019)
- Frederik IX (2020)[176][48]
- Krag og Virkner (2022).[177]
- Carmen Curlers (2022-nu).[178]
- Orkestret

## Radio
DR driver i alt syv radiokanaler, hvoraf tre kan høres på FM-nettet og alle på det digitale DAB-sendenet eller via netradio på dr.dk.

### FM-radio
Siden d. 1. november 2011 har P1 og P2 benyttet samme frekvens på FM-nettet, fordi DR’s tilladelse til at benytte P2's tidligere frekvens ophørte; Radio24syv sendte indtil oktober 2019 på P2's tidligere frekvens. P1 og P2 Klassisk kan stadig modtages som selvstændige kanaler døgnet rundt via DAB- og netradio.
- DR P1 (nyheder og baggrund) - også kaldet FM1[181]
- DR P2 (klassisk musik) - sender på FM1 om aftenen
- DR P3 (ungdomskanal) - FM2[181]
- DR P4 (regionalradio) - FM3[181]
  - DR Bornholm
  - DR Esbjerg
  - DR Fyn
  - DR København
  - DR Midt & Vest
  - DR Nordjylland
  - DR Nordvestsjælland
  - DR Sjælland
  - DR Syd
  - DR Trekanten
  - DR Østjylland

### DAB-radio
DR udsender en række DAB-radiokanaler. I december 2006 begyndte DR en restrukturering af sine DAB-tilbud, hvormed flere kanaler blev lukket, mens andre blev ændret eller startede.
Denne udvikling fortsatte i løbet af 2011, hvor DR lukkede de kanaler, der udelukkende spillede musik og var uden værter, de såkaldte "jukebokskanaler", for i stedet at gøre plads til færre, men, ifølge DR, mere kvalitetsorienterede og værtsbaserede kanaler. DR lancerede de første nye kanaler, DR P6 Beat d. 11. april og den ophørte DR P7 MIX, og siden er DR P8 Jazz og den ophørte DR Mama ligeledes gået i luften på det digitale sendenet.

Syv nuværende DR DAB-kanaler
- DR P1 – journalistisk baseret taleradio
- DR P2 – klassisk musik og koncerter
- DR P3 – pop for de unge
- DR P4 – DRs regionale radiokanal
- DR P5 – pop og quiz/dansk musik for det modne publikum
- DR P6 Beat – rock/alternativ (var tidligere varslet lukningstruet pga. medieforlig for 2019-23, men overlever alligevel.)[183]
- DR P8 Jazz – jazz (var tidligere varslet lukningstruet pga. medieforlig for 2019-23, men overlever alligevel.)[183]

### Nedlagte DAB-kanaler
- DR P7 MIX – pop (ophørt januar 2020)[113]
- DR Erhverv (ophørt august 2005)
- DR P4 Danmark (ophørt august 2005)
- DR Kultur (ophørt december 2006)
- DR Gyldne Genhør (ophørt december 2006)
- DR Soft (ophørt december 2006)
- DR Sport (ophørt december 2006)
- DR X (april 2006 – oktober 2007)
- DR Barracuda (ophørt januar 2008)
- DR P2 Plus (december 2006 – januar 2008)
- DR Coco (januar 2008 – november 2008)
- DR MGP (januar 2008 – november 2008)
- DR Electronica (februar 2010 – marts 2010)
- DR Pop Dk (september 2010)
- DR Country (september 2010)
- DR Politik (september 2010)
- DR Oline (december 2004 som 'DR Kanon Kamelen' – marts 2011)
- DR P5000 (november 2008 – december 2010)
- DR Unga Bunga (marts 2010 – april 2011)
- DR Hit (december 2006 som 'DR P4 Hit' – juni 2011)
- DR Rock (juli 2002 – juni 2011)
- DR Jazz (august 2002 – september 2011)
- DR Boogieradio (ophørt september 2011)
- DR Dansktop
- DR Klassisk (erstattet af kanalen P2 Klassisk)
- DR Ramasjang
- DR Mama (september 2011 – september 2014)
- DR Nyheder – journalistisk baseret taleradio (ophørt januar 2012)

## dr.dk
DR har siden 1996 formidlet nyheder, information om DR's radio- og tv-programmer, internettilbud for børn og unge mv. via hjemmesiden dr.dk fx via SKUM, der blev kendt for Mujaffa-spillet
De fleste af DR's radio- og TV-udsendelser kan tilgås via nettet uden betaling for brugeren, ligesom det er muligt at livestreame DR's kanaler via afspillerne DR NU og Netradio. Det kræver dog i mange tilfælde, at man har en dansk IP-adresse.
I 2007 lancerede DR en internetbaseret TV-kanal, DR Update, der i starten fungerede som en nyhedstjeneste udelukkende på nettet, men som senere også blev til en traditionel TV-kanal, der kunne modtages på TV'et. Men i 2013 blev denne kanal ændret til DR Ultra, mens DR Update blev udfaset på nettet.
DR har målrettet en del af sin hjemmeside til det yngre publikum, som ifølge generaldirektøren ser meget lidt TV: Oline for de yngste og T for de lidt større, ligesom Mama er målrettet unge og supplerer DR's andre tilbud til målgruppen.
Ifølge Alexa er webstedet 'dr.dk' det 11. mest populære websted i Danmark; Artiklen her rummer mange henvisninger til 'dk.dk'. Så denne artikel medvirker til at øge webstedets popularitet.

### Kritik for gratis nyheder på dr.dk
Brancheforeningen Danske Medier har givet udtryk for, at DR og TV2 bør begrænse sine gratis nyheder på hjemmesider, da disse gratis nyheder fjerner interessen fra kommercielle mediers nyheder, og DR dermed tager markedsandele fra de landsdækkende morgenaviser målt på sidevisninger. I 2013 ønskede kommercielle dagblade et mindre DR. Partiet Venstre synes at være enig i kritikpunktet.

## DR Medieforskning
DR Medieforskning er en af DR's afdelinger. DR Medieforskning registrer hver gennemsnitsdanskers TV-kiggeri. DR Medieforsknings chef er Dennis Christensen.
Til afdelingens ansattes arbejdsopgaver hører hvert forår at udarbejde og offentliggøre rapporten Medieudviklingen for det forgange år. Siden 1992 er det hvert år blevet registreret, hvor mange minutter hver gennemsnitsdansker ser TV pr. døgn. Medieudviklingen bliver offentliggjort på DR Medieforsknings hjemmeside.

### Medieudviklingensudsagn siden 2011
Ifølge de seneste års rapporter har hver gennemsnitsdansker siden 2011 set TV i stadigt færre minutter pr. døgn. DR forsøger at holde fast i børn og unge, men det lykkes ikke. Mens generaldirektøren har skrevet, at de 7-12-årige ser meget lidt TV, så har DR Medieforskning skrevet, at de 15-29-årige over flere år har set stadigt mindre TV; sågar “27 % af de 20-39-årige [har] helt fravalgt et traditionelt tv-signal”. DR's statistikker og generaldirektørens kronik kan sammenfattes sådan: Personer, som er født efter 1978, ser meget lidt TV, så de højfrekvente TV-seere uddør. Personer på DR's lønningsliste indrømmer altså, at TV mest er for seniorer og pensionister. Alligevel består ungdomskanalen, DR3, og én af DR's to børnekanaler, men disse kanaler har meget få seere ifølge DR's publikationer.
DR Medieforsknings chef, Dennis Christensen, medgav endda, at der findes mindst én generation af danskere, som stort set ikke ser TV, idet hver ung dansker i 2018 så TV i kun en time hver dag; mens hver senior over 65 år så TV i 275 minutter hver dag. Desværre fremgår det ikke af artiklen, hvilken alder de unge har. Men det er bemærkelsesværdigt, at DR har en ungdomskanal, DR3, når nu de unge stort set ikke ser TV. Men DR3 kan nøjes med at sende én time hver dag. DR Medieforsknings leders udsagn minder om generaldirektørens kronik, hvoraf det fremgår, at DR Ultra er overflødig.
Mens DR Medieforskning ikke vil give et bud på, hvilken alder de unge har, så har Slots- og Kulturstyrelsen skrevet, at de yngre seere, der streamer stadigt hyppigere, er yngre end 54 år.
I de 28 år, DR Medieforskning har holdt øje med hver gennemsnitsdanskers TV-kiggeri, placerer 2020 sig som dét år, hvor gennemsnitsdanskeren så TV i færrest minutter: Kun 135 minutter pr. døgn, hvilket er to minutter kortere end den hidtidige bundrekord fra 2019.
Belæg for det aftagende TV-kiggeri siden 2011 fremgår af en komparativ læsning af disse publikationer og artikler
- En række af DR Medieforsknings rapporter, Medieudviklingen (udgivet hvert år i perioden 2011-2020)[194]
- Slots- og Kulturstyrelsen: Mediernes udvikling i Danmark 2018[199] og Mediernes Udvikling i Danmark 2019[98]
- DR's generaldirektørs kronik: Rørbye Rønn i kronik: Vores børn er digitalt indfødte (2015), hvis hovedbudskab er gengivet på dr.dk[196]
- DR Medieforsknings leders udtalelser er gengivet i artiklen: De unge forlader TV-stuen (2018)[97]

### Aftagende seertid
DR er hårdere ramt af faldende TV-forbrug end af de konkurrerende TV-kanaler, da de unge ser mindre TV.
I 2011 lod DR Medieforskning Politiken.dk skrive, at 6 % af de 12-24-årige og 13 % af de 25-39-årige ser TV-avisen.
De personer, som i 2011 var 40 år gamle, er født i 1971. Så personer, som er født efter 1971, ser stort set ikke TV-avisen. For ifølge artiklen tyder intet på, at denne befolkningsgruppe vil se TV-avisen hyppige i fremtiden, når de er blevet ældre.
Gennemsnitlig tv-kiggeri i andet kvartal 2021 var 116 minutter; hvilket markerer et fald på 9 minutter i forhold til andet kvartal 2020, da det var 125 minutter. Der er sat en ny bundrekord: I 2022 så gennemsnitsdanskeren tv i 103 minutter dagligt ifølge Medieudviklingen 2022. I 2023 så hver dansker tv i 90 minutter pr. døgn i gennemsnit; hvilket er 13 minutter kortere end den hidtidige bundrekord, som blev sat året før; det skriver DR Medieudviklingen 2023 på side 6.

## VLAK-regeringens og DF's medieaftale for 2019 - 2023
Medieaftalen findes i både i sin helhed, og DR har selv fremhævet aftalens centrale punkter.
Medieaftalen rummer en plan for de mest omfattende besparelser i DR's historie. Men ikke alle er enige om, hvor omfattende besparelserne er.

### Besparelsernes omfang og konsekvenser
Regeringen og DF var enige om, at pålægge DR besparelser på 20 procent, så mindst to TV-kanaler skal ophøre og ca. 400 medarbejdere fyres, herunder skal et tocifret antal chefer og mindst én direktør skal afskediges samt flere program-værter. Licensen skal også afskaffes. Af de 400 varslede fyringer er de 205 medarbejdere blevet fyret før d. 1. februar 2020. DR har gennemført besparelser ad to omgange. Så i august 2022 meddelte DR, at koncernen nedlægger yderligere 90 stillinger. Den seneste reduktion af medarbejderstaben skete som en del af DR's digitalisering. 100 andre ansatte nedlagde arbejdet. Arbejdsnedlæggelsen skete, fordi et antal personer skal forlade DR: enten 47 eller 100 stillinger bliver ramt af omstruktureringer. Arbejdsnedlæggelsen skete i protest over digitaliseringsplanen og planens konsekvenser for programudbud og medarbejdere.

### Divergerende holdninger
Danmarks nabolandes mediebosser mener, at YouTube og Netflix har grund til at glæde sig over DR’s besparelser. Brancheforeningen Danske Medier er tilfreds med medieaftalen og udtaler, at aftalen skaber bedre balance mellem gratis nyheder og betalte nyheder. Danskere er meget uenige om DR’s besparelser: Nogle begræder besparelser og skriver, at de elsker DR. Andre derimod fælder ikke en tåre og skriver deres meninger om DR på trustpilot.com: En enkelt skribent håbede i 2010 på, at DR vil blive mødt med krav om besparelser. Allerede før årtusindskiftet begyndte personer at ønske DR nedlagt; et ønske, som flere bakker op, så ikke alle elsker DR. En prominent fortaler for at nedlægge DR var komikeren Jan Monrad. Både politikere, en politidirektør og andre er utilfredse med DR; der er især utilfredshed over at blive tvunget til at betale for noget, som man ikke bruger. Chefredaktøren på 180Grader har ønsket, at DR bliver privatiseret; han er næppe den eneste med den holdning. En anden mulighed kan være at lukke store dele af DR's aktiviteter, som eksempelvis sitet dr.dk.
Politikere lader også vide, at deres holdninger viser splittelse: Oppositionen i rød blok, især de Radikale, betegner DR-besparelser som en "regulær nedslagtning". De Radikale vil forsøge at skåne DR mod kommende besparelser. Som modsætning til de Radikales holdning står DF, der oprindeligt ønskede at beskære DR med 25 procent; og Nye Borgerlige mener: “DR må klare sig HELT på markedsvikår. Vi skal ikke tvinges til at betale for venstreorienteret propaganda.” VU-formand vil afskaffe licens, som han mener, er noget man tager fra den enkelte dansker; VU-formanden er klar med et bedre slogan til DR: “Man kan sagtens leve uden DR”. Der er opbakning til udsagnet: “DR er spild af penge.” "60% vil IKKE have licensen eller betale til DR over skatten."
De Konservative er internt uenige om DR’s besparelser. Selv medieforskere har divergerende opfattelser af besparelsernes betydning. Forskeren Henrik Søndergaard mener, at "et mindre DR" vil koste seere i fremtiden. Så Henrik Søndergaard overser tilsyneladende, at de personer, som er født efter 1971 i forvejen stort ikke ser tv; så det vil under alle omstændigheder begynde at tynde ud i bestanden af personer, som er født før 1971, så færre seere bliver en realitet, uanset om DR sparer eller ej.

#### Prominente personer blandt fortalerne for at nedlægge DR
Komikeren Jan Monrad samt politikerne Morten Messerschmidt og Pernille Vermund.

## Ensembler
DR har helt fra begyndelsen haft egne orkestre og kor til at levere musik til radio, TV, internet, cd, dvd, mobiltelefon og podcast.[kilde mangler]

### Større ensembler
- DR SymfoniOrkestret
- DR RadioUnderholdningsOrkestret
- DR Big Bandet
- DR VokalEnsemblet
- DR KoncertKoret

### Ungdomsensembler
- DR UngdomsEnsemblet
- DR PigeKoret
- DR JuniorKoret
- DR BørneKoret
- DR SpireKoret

### Nedlagt ensemble
- DR UnderholdningsOrkesteret (ophørt pr. 1. januar 2015)[264]

Fra 1999 har der desuden årligt været udnævnt en DR Kunstner – en klassisk musiker eller et klassisk ensemble der for et år tilknyttes DR.

## Ulovligheder og sager i DR

### Sager om ulovlige ansættelser i DR
I begyndelsen af 2017 blev der af BT afdækket to sager, hvor ansættelser i DR af eksperter er blevet karakteriseret som ulovlige.
Om en besættelse af chefstillingen for DR’s underholdningsorkester har underdirektør i DR Kultur Julie Vig Albertsen udtalt, at "Stillingen som orkesterchef for DR Underholdningsorkestret burde være slået op." DR havde tidligere benævnt denne ansættelse som alene værende en 'personlig omklassificering’.
25 chefer kan være ansat ulovligt; én chef indrømmer endda at være blevet ansat uden jobopslag.

### Sagen om mangfoldighedskonsulentens løn til 2,1 mio. kr. om året
DR ansatte sin tidligere mediedirektør Gitte Rabøl på en millionkontrakt, hvor hun skulle rådgive DR's direktion og bestyrelse om mangfoldighed frem til april 2018. Mangfoldighedskonsulentens løn var 2,1 mio. kroner, hvilket var den samme indtægt, som Rabøl opnåede, da hun var mediedirektør. Adskillige politikere fra både De Konservative og DF samt SF og Enhedslisten kritiserede mangfoldighedskonsulentens høje gage: 'Vanvittigt', 'himmelråbende kritisabelt' og et 'urimeligt højt lønniveau' var politikeres ordvalg, når ordførerne omtalte mangfoldighedskonsulentens løn. Den konservative medieordfører, Naser Khader, mente, at sådanne sager gør “det svært at holde af DR.”
Men DR's bestyrelsesformand Michael Christiansen mente: Kritikken er uforståelig. Enden på affæren blev, at Rabøl sagde sin stilling op. Rabøls begrundelse for sin opsigelse var, at debatten om hendes job fjernede “fokus fra DR's arbejde.”

### Kritik af DR’s generelt høje lønniveau
Med jævne mellemrum fremkommer en debat om DR's ansattes lønninger: I 2006 var gennemsnitslønnen for en journalist ansat i DR over 500.000,- kr. I 2015 blev en liste over DR's topchefers lønninger tilgængelig for offentligheden: Mindst fire topchefer tjente i 2014 over 1.000.000,- kr.

#### Generaldirektørens månedsløn
Ifølge Journalista tjener DR's generaldirektør Maria Rørbye Rønn "over det dobbelte af statsministeren"; alligevel fik generaldirektøren en "kæmpe lønforhøjelse" i 2017, så hendes månedsløn er "307.343 kroner", for i 2016 var hendes årsløn beskedne "3.622.979 kroner". Apropos DR’s generaldirektør Maria Rørbye Rønn, så har hun endvidere antydet, at ikke kun børn, men også unge mennesker ser mere YouTube og Netflix, end de ser DR.
I 2020 blev DR's generaldirektør årsløn, der tidligere havde været på 3.735.351 kroner, yderligere forhøjet.

### Heste-gate
I januar 2017 afslørede ugebladet Tæt På og Radio24Syv, at DR's USA's korrespondent Johannes Langkildes hustrus hest, Jazz, var blevet fragtet fra Danmark til Washington D.C. Regningen lød på kr. 70.000,- som DR betalte med licenskroner. Sagen vakte harme i den danske befolkning og det undrede, at licens skal bruges til hestetransport. Både kulturministeren og flere andre politikere kommenterede sagen, "heste-gate"; såvel Socialdemokratiet som Venstre ønskede andre regler. DF var heller ikke tilfreds med DR’s handlinger i heste-gate. Adam Holm, som var én af DR's kanalchefer, har udtalt, det er "da for galt med den der hest."

### 2005: Søren Ryge Petersen
Dyrenes Beskyttelse beskyldte DR’s medarbejder Søren Ryge Petersen for at opfordre til at plage fugleunger, fordi Søren Ryge forstyrrede rugende fugle og opfordrede andre til at gøre ligeså.

### 2009: Lisbeth Kølster
I DR’s program Kontant hældte DR’s redaktør Lisbeth Kølster skælshampoo i et akvarium og dræbte 12 fisk; en dyrlæge anmeldte redaktionen, og Kølster blev dømt for overtrædelse af Dyreværnsloven, men Kølster slap for straf, fordi sagen var forældet. Statskassen skulle betale sagens omkostninger.

### 2001:Jens Olaf Jersild
DR’s journalist Jens Olaf Jersild blev dømt for injurier mod advokat.

### 2014:Kåre Quistog tre kolleger
Fire af DR's journalister blev dømt for injurier mod Boligadministratorerne A/S og ejendomsadministrator Ole Ostenfeld.

### 2017: redaktionschef Steen Jensen og journalist Mette Frisk
DR-journalister bag programmet Når lægen ved bedst taber kæmpe retssag ved Den Europæiske Menneskerettighedsdomstol i Strasbourg.
De to sager fra 2010'erne kan koste DR 8 millioner kr.

### Andre sager om ulovligheder
- 1998 – DR brød loven på Nettet.[300]
- 2007 – DR brød loven med stort indsamlingsshow.[301][302]
- 2007 – Landsretten afgjorde, at DR i et tilfælde var skyldig i aldersdiskrimination, hvilket kostede licensbetalerne kr. 300.000,-[303]
- 2007 – DR's ungdomsprogram `Spam' overtrådte loven ved at henvise til hjemmesiden alluc.org[304]
- 2008 – DR[305] brød[306] licensreglerne.[307]
- 2009 – DR blev dømt for tyveri, fordi DR viste et filmklip uden at have rettighederne.[308]
- 2010 – 27-årige Jackie Lyn Pajo fra Holbæk førte sag om diskrimination mod DR, som nægtede hende at deltage i X-Factor.[309]
- 2012 – Mediejurist: I strid med markedsføringsloven lavede DR produkt-reklame i artikel om Facebook-aktier.[310]
- 2013 – Anklager: DR brød loven på rekorddyr produktion.[311]
- 2013 – DR risikerede politianmeldelse, da DR's journalister filmede et kundemøde med Jyske Bank i Zürich.[312]
- 2014 – DR brød loven ved at låne Wonderful Copenhagen ved afholdelse af Eurovision Song Contest.[313]
- 2014 – Trafikstyrelsen: DR overtrådte luftfartsloven ved at sende droner[314] i luften med kameraer.[315][316]
- 2014 – DR's journalister brød regler, der skal beskytte mod afrikansk svinepest og andre sygdomme.[317]
- 2017 – DR bragte uden tilladelse og uden kreditering en dronevideo, som en norsk teenager havde lagt på Youtube.[318]
- 2017 – Mediejurist: DR overskred loven i Café Hack-sagen.[319]
- 2018 – Danmarks Radio overtrådte loven ved at bryde navneforbuddet i Britta Nielsen-sagen.[320]
- 2020 – Forskere: DR's hjemmeside var på kant med persondataloven.[321]

## Klager over DR ogPressenævnetskritik af DR
Denne liste er ufuldstændig; hjælp gerne med at udfylde den.
For hver klage gælder der, at dén person, som har indbragt en klage over DR til Pressenævnet, er utilfreds med DR.
DR har flere gange fået kritik:
- 2005 – DR udtalte sig "uden dokumentation" om Peter Gram-Nielsens selskaber og disses påståede "økonomiske problemer i 2005".[325]
- 2006 – DR fik kritik for tv-optagelser på plejehjem med skjult kamera.[326]
- 2006 – DR skulle rette en berigtigelse, som TV-Avisen bragte.[327]
- 2006 – Hård kritik af DRs parløb med TDC: Problematisk at teleselskabet får en konkurrencefordel[328]
- 2007 – Dyreeksportør utilfreds med DR’s TV-indslag.[329]
- 2007 – Dokumentarfilmen Den hemmelige krig var genstand for polemik.[330][331]
- 2007 – Adoptionsforening klagede til pressenævn over DR.[332]
- 2008 – Næse til DR i Ringbo-sagen[333][334]
- 2010 – Politiet fik "medhold i en klage til Pressenævnet over Reimer Bo Christensens interview med Rigmor Zobel på DR1."[335]
- 2010 – Pressenævnet kritiserede DR i lækage-sag: "DR afspillede klip fra en omstridt samtale på en misvisende facon".[336]
- 2010 – Kritik af to punkter ved interview med forsvarsminister Søren Gades pressechef Jacob Winther.[337]
- 2011 – DR levede ikke op til god presseskik, dvs. at oplysninger skal være korrekte og kilderne skal granskes kritisk, ved sag om risiko ved mobilstråling.[338]
- 2011 – Københavns Politi[339] indbragte DR for Pressenævnet:[340] DR levede ikke op til god presseskik.[341]
- 2012 – Berlingske klagede over DR til Pressenævnet.[342]
- 2012 – En svinebonde “raser over de udokumenterede anklager” i programmet ‘Bag Facaden’.[343]
- 2013 – Klage over udsendelsen Detektor indbragt for Pressenævnet[344]
- 2013 – Danske Regioner retter kritik imod DR[345]
- 2014 – Kritik for skjult kamera i DR's Cavling-belønnede dokumentar "I skattely"[346]
- 2015 – Kritik for misvisende beskrivelse i DR's udsendelse "Advokaternes tag-selv-bord"[347]
- 2015 – DR beklager nu forløbet: »Vores retningslinjer er ikke fulgt«[348]
- 2015 – Kritik: P3 spiller for få kunstnere[349]
- 2016 – DR beklagede upræcis formulering.[350]
- 2016 – Kritik af DR's udsendelse "Løgn eller chikane i Mariager"[351][352]
- 2016 – Kritik af DR i sag om Syddansk Erhvervsskole Odense-Vejle[353]
- 2016 – DR's ansatte brugte flere millioner på at køre i taxa; hvilket er blevet kritiseret for at være ekstravagant.[354]
- 2017 – DR fik kritik, fordi DR's rettelser kom for sent og ikke var tydelige nok.[355]
- 2017 – Polemik om DR's Orientering, men Pressenævnet afviste at se på sagen.[356]
- 2017 – Jon Søberg klagede over DR-program Kontant.[357]
- 2017 – Klage over DR's ”Sundshedsmagasinet” fra 75 personer blev ikke behandlet.[358]
- 2017 – DR beklagede yderligere fejlagtige postulater om "Operation Bøllebank".[359]
- 2017 – Pressenævnet kritiserede DR’s udsendelse Kontant om PostNord.[360]
- 2017 – Ligesom dramaserien 1864 blev DR's danmarkshistorie udsat for massiv kritik[361] selv af en historiker;[362] også fra politisk hold var der utilfredshed med DR's historieformidling.[363]
- 2019 – Kritik grundet dokumentaren "Drabet på købmanden"[364][365]
- 2019 – Kritik på grund af DR's artikel,[366] bragt i 2018, om en samværssag i fogedretten[367][368]
- 2019 – Kritik "for ikke at tage hensyn til mindreårige i artikel om skjult reklame"[369]
- 2019 – DR fik kritik for omtale af to 14-åriges video på Musical.ly[370]
- 2019 – Landbrug & Fødevarer indberettede DR til Pressenævnet.[371]
- 2019 – Anonym seer klagede til Pressenævnet over Onkel Reje.[372]
- 2019 – To af DRs medarbejdere, Lise Rønne og Nynne Bjerre Christensen, kritiserer, at "grimme kvinder finder aldrig vej til skærmen."[373] De to er ikke de eneste, som fremhæver det kritikpunkt.[374]
- 2019 – Kritik af dialogmøder[375]
- 2020 – I programmet Sygt nok på P1 var tonen for hård.[376]
- 2020 – Kritik af klimaindslag i TV Avisen[377]
- 2020 – Undren,[378] vrede[379][380] og skandale[381] er blandt de ord, som beskriver Dansk Melodi Grand Prix 2020, så ikke alle er tilfredse med DR.
- 2020 – Der er rejst kritik af, at DR's naturserie Vilde vidunderlige Danmark[382] indeholder visse iscenesatte klip,[383] som viser tamme dyr.[384]
- 2020 – Præcisering i programtekst til Pengejægerne[385]
- 2020 – DR-nyhedsdirektør Sandy French[386] medgiver, at der forekommer sexchikane i DR.[387]
- 2020 – DR får kritik for overskrift om fri abort.[388]
- 2021 – Kritik af Ultra smider tøjet.[389]
- 2021 – 12 tidligere deltagere kritiserede “seksualiseret kultur” i DR's pigekor.[390] Potentiel seksuel chikane i DR Pigekoret tilbage i tiden, hvilket har ført til en ekstern advokatundersøgelse af koret.[391] Så nu har DR betalt erstatninger til 22 af pigekorets tidligere medlemmer.[392]

## Sager om sexchikane, krænkelser og lignende i DR i 2020
Skabelon:Denne liste mangler kilder. Hjælp gerne med at tilføje kilder.
- Sofie Linde[118] og ti andre kvinder[119] stod frem og fortalte om sexchikane i DR.
- DR-chef stopper efter klage fra 40 ansatte om chikane og magtmisbrug.[393]
- DR-chef undskylder for vært på P1-programmet "Shitstorm", fordi denne vært gennem flere år har udsat både mænd og kvinder for chikane.[394]

## Antal ansatte i DR gennem tiden
- 1978: 2.500 ansatte[50]
- 2010: 3.000 ansatte[66]
- 2014: 3.371 ansatte[1]
- 2023: 2.412 ansatte[395]

Der er mindst 25 chefer.

## Medarbejdere, der har modtaget Cavlingprisen
Der er for få eller ingen kildehenvisninger i denne liste, hvilket er et problem. Du kan hjælpe ved at angive troværdige kilder til de påstande, som fremføres.

- 1961 – Willy Reunert
- 1963 – Poul Trier Pedersen
- 1975 – Nele Rue
- 1979 – Jørgen Flindt Pedersen og Erik Stephensen
- 1983 – Hanne Reintoft
- 1984 – Steen Baadsgaard og Jørgen Pedersen
- 1995 – Lars Rugaard, Erik Valeur og Christian Nordkap
- 1997 – Poul Brink modtog prisen for sin afdækning af den hemmelige danske atompolitik, kendt som Thule-sagen.[396]
- 2005 – Christian Andersen og Michael Klint
- 2009 – Jesper Tynell
- 2013 – Michael Klint, Jeppe Gaardbo, Frederik Brun Madsen, Søren Kristensen og Steen Jensen
- 2015 – Puk Damsgård modtog Cavlingprisen for sine reportager fra Mellemøsten og sin bog Ser du månen, Daniel.[397]
- 2017 – Janus Køster-Rasmussen[398]

## Direktører og chefer

### Generaldirektør
Siden 1925
- 1925-1937: Emil Holm (driftsleder)
- 1937-1961: F.E. Jensen (driftsleder)
- 1961-1964: Hans Sølvhøj
- 1964-1967: Erik Carlsen (konstitueret)
- 1967-1976: Hans Sølvhøj
- 1976-1985: Laurits Bindsløv
- 1985-1994: Hans Jørgen Jensen
- 1994-2004: Christian S. Nissen
- 2004-2005: Lars Vesterløkke (konstitueret)
- 2005-2010: Kenneth Plummer[399][400]
- 2010-2011: Maria Rørbye Rønn (konstitueret)
- 2011-2025: Maria Rørbye Rønn
- 2025: Bjarne Corydon

### Radiodirektør
Siden 1959
- 1959-1967: Aksel Dahlerup
- 1967-1974: Jens Frederik Lawaetz
- 1979-1987: Sven Fugl
- 1988-1998: Hans Jørgen Skov
- 1998-2006: Leif Lønsmann

### TV-direktør
Siden 1951 - afløst af titlen Mediedirektør i 2007
- 1951-1967: Jens Frederik Lawaetz
- 1967-1976: Laurits Bindsløv (1974-74 også Programdirektør for Radioen)
- 1976-1985: Hans Jørgen Jensen
- 1985-1991: Henrik Antonsen
- 1991-1992: Ingolf Gabold
- 1993-1996: Søren E. Jakobsen
- 1996-2001: Bjørn Erichsen
- 2001-2004: Jørgen Ramskov
- 2005-2007: Lars Grarup

### Mediedirektør
Oprettet 2007 - afløst af titlen Direktør for Bruger, Marked og Publicering i 2021
- 2007-2010: Lars Grarup
- 2010-2011: Mikael Kamber
- 2011- 2017: Gitte Rabøl[401]
- 2017-2021: Henriette Marienlund[402]

### Direktør for Bruger, Marked og Publicering
Oprettet 2021 - afløst af titlen Direktør for Strategi og Brugere i 2023
- 2021-2023: Karsten Dyhrberg [403]

### Direktør for Strategi og Brugere
Oprettet 2023
- 2023-: Lasse Bastkjær Jensen[404]

### Nyhedsdirektør
Siden 1998
- 1998-2006: Lisbeth Knudsen[405][406]
- 2007-2017: Ulrik Haagerup[407]
- 2017-: Sandy French[408]

### Kulturdirektør
Siden 2010
- 2010-2014: Morten Hesseldahl[409]
- 2014-2018: Tine Smedegaard Andersen[404]
- 2019-: Henrik Bo Nielsen[404]

### Økonomidirektør
Siden 2002
- 2002-2006: Bent Fjord (Ressourcedirektør)[410][411]
- 2007-2010: David Helleman[66][412]
- 2010-2014: Martin Præstegaard (Direktør for Økonomi, Teknologi og Medieproduktion)[413]
- 2014-2020: Nicholas Lyhne-Knudsen (Direktør for Økonomi, Teknologi og Medieproduktion)[414]
- 2020-: Mads Diness Jensen (Direktør for Økonomi, Teknologi og Medieproduktion)[415]

### Programdirektør (Direktør for Programproduktion)
Oprettet 2001 - Nedlagt 2010
- 2001-2007: Lars Vesterløkke
- 2008-2010: Mette Bock

### Direktør for DR Danmark
Oprettet 2010 - Nedlagt 2018
- 2010-2013: Inger Bach[416]
- 2013-2018 : Anne Marie Dohm[417]

### TV-chef
Oprettet 2017
- 2017-2020: Emma Kronqvist[418]
- 2020-: Nikolaj Vitting Hermann[419] (Chef for Indhold og Samarbejder)

### Kanalchef for DR1
Oprettet 1997 - nedlagt 2018
- -1997: Lasse Jensen (også chef for DR2)
- 1997-2001: Jørgen Ramskov
- 2005-2011: Ulla Pors Nielsen
- 2011-2013: Lotte Lindegaard[420][421]
- 2013-2018: Pil Gundelach Brandstrup[422][423]

### Kanalchef DR2
Oprettet 1996 - Nedlagt 2018
- 1996-1998: Lasse Jensen (også chef for DR1)[424]
- 1998-2003: Torben Frølich[424]
- 2003-2007: Mette Davidsen-Nielsen og Gitte Rabøl[424]
- 2007-2011: Arne Notkin[425]
- 2012-2013: Adam Holm og Michael Thouber[289]
- 2013-2015: Michael Thouber
- 2015-2017: Christoffer Guldbrandsen[424]
- 2017-2019: Flemming Hedegaard Larsen[426]

### Dramachef
Denne liste er ufuldstændig; hjælp gerne med at udfylde den.
- 1994-1998: Rumle Hammerich[427]
- 1999-2012: Ingolf Gabold[427]
- 2012-2018: Piv Bernth[427]
- 2018-2021: Christian Rank[427]
- 2021-: Henriette Marienlund[428]

### Chef for Radioavisen - Nyheds- og Aktualitetsafdelingen, Radio
Denne liste er ufuldstændig; hjælp gerne med at udfylde den.
- 1939-1971: Niels Grunnet[429]
- 1972-1982: Jørgen Schleimann[157]
- 1985-1994: Søren Elmquist
- 1994-1998: Connie Hedegaard
- 2019-2020: Mads Vesterby Damm[430]
- 2020-2021: Thomas Gadsbølle[431]
- 2021-: Jens Conrad-Petersen[432]

### Programchef
Siden 1951
Denne liste er ufuldstændig; hjælp gerne med at udfylde den.
- 1951-1964: Svend Pedersen (TV-Underholdningsafdelingen)
- 1953-1964: Felix Nørgaard (den dramatisk-litterære afdeling)
- 1964-1971: Jørgen Claudi (den dramatisk-litterære afdeling)
- 1964-1976: Hans Jørgen Jensen (TV-Aktualitetsafdelingen)
- 1966-1975: Niels-Jørgen Kaiser (TV-Underholdningsafdelingen)
- 1971-1988: Henning Pade (den dramatisk-litterære afdeling)
- 1973-1985: Harald Engberg-Pedersen (undervisningsafdelingen)
- 1979-1984: dr.phil. Per Stig Møller[433]

### Redaktionschef på DR-Ung
Denne liste er ufuldstændig; hjælp gerne med at udfylde den.
- uden år: Lars Torp[434]

### DR Medieforskningschef
Denne liste er ufuldstændig; hjælp gerne med at udfylde den.
- 2011-: Dennis Christensen[96]

### Lytterne og seernes redaktør
Denne liste er ufuldstændig; hjælp gerne med at udfylde den.
uden år: Jacob Mollerup

### Kanalchef P1
Denne liste er ufuldstændig; hjælp gerne med at udfylde den.
- 1988-1990: Mette Winge
- 1991-1999: Finn Slumstrup
- 1999-2001: Peter Johannes Schjødt
- 2001-2015: Anders Kinch-Jensen[436]
- 2016-2020: Thomas Buch Andersen
- 2020-2022: Nikolai Thyssen

### Chef for Deadline
Denne liste er ufuldstændig; hjælp gerne med at udfylde den.
- 2002-2007: Arne Notkin[425]

### Leder af Licenskontorets kampagner
Denne liste er ufuldstændig; hjælp gerne med at udfylde den.
- uden år: Lotte Boas[307]

### Redaktionschef på DR Videnskab
Denne liste er ufuldstændig; hjælp gerne med at udfylde den.
- uden år: Lars Rønnow Torp[317]

### Redaktionschef
Denne liste er ufuldstændig; hjælp gerne med at udfylde den.
uden år: Lisbeth Langwadt

### Underholdningsredaktør for DR1
Denne liste er ufuldstændig; hjælp gerne med at udfylde den.
- 2001-2007: Søren Therkelsen[437]
- 2007-: Jan Lagemand Lundme[438]

### DR's juridiske chef
Denne liste er ufuldstændig; hjælp gerne med at udfylde den.
uden år: Peter Skov

### Radiochef
- 2011-2015: Tor Arnbjørn
- 2015-2019: Gustav Lützhøft
- 2020-2021: Anette Kokholm

## Kommentarer
1. ↑  DR har haft adskillige navne gennem tiden:[1][2][3][4]
  - 1925-1959: Statsradiofonien
  - 1959-1996: Danmarks Radio
  - Siden 1996: DR